# Gioia Scola
Gioia Scola, nome d'arte di Gioia Maria Tibiletti (Milano, 28 ottobre 1961), è un'attrice italiana.

## Biografia
Ha iniziato la propria carriera come attrice di fotoromanzi, per poi vincere il concorso di bellezza Miss Teen Ager ed approdare al cinema, recitando nei due film Goodbye & Amen e Operazione Kappa: sparate a vista, entrambi del 1977, per poi girare nel 1978 il film Suggestionata di Alfredo Rizzo.
Sono seguiti numerosi ruoli in diverse pellicole italiane di quegli anni, come: I predatori di Atlantide (1983), Conquest (1983), Anemia (1986), Ferragosto OK (1986), Yuppies 2 (1986), Sensi (1986), Sotto il vestito niente II (1987) e Nel giardino delle rose (1990). Nel 1987, all'apice della sua popolarità, è apparsa anche su Playboy Italia.

## Procedimenti giudiziari
Nel 1995 Gioia Scola è stata iscritta nella lista degli indagati relativi ad un traffico di droga fra Napoli e Roma, in cui erano coinvolti altri personaggi pubblici come Paolo Berlusconi e Giovanni Goria. L'attrice viene arrestata per cinque mesi, di cui due agli arresti domiciliari. Nel 1996 è stata rinviata a giudizio, insieme ad altri imputati. Al termine di un lungo iter giudiziario, il 31 gennaio 2007 è stata assolta in quanto il fatto non sussiste. Da questa esperienza l'attrice ha tratto l'ispirazione per scrivere la sceneggiatura e produrre il film Malefemmene del 2001 con Giovanna Mezzogiorno.

## Filmografia

Gioia Scola in Bugie rosse (1994)

### Attrice

#### Cinema
- Goodbye & Amen, regia di Damiano Damiani (1977)
- Operazione Kappa: sparate a vista, regia di Luigi Petrini (1977)
- Suggestionata, regia di Alfredo Rizzo (1978)
- Pierino contro tutti, regia di Marino Girolami (1981)
- Notturno con grida, regia di Ernesto Gastaldi e Vittorio Salerno (1982)
- Il petomane, regia di Pasquale Festa Campanile (1983)
- I predatori di Atlantide, regia di Ruggero Deodato (1983)
- Conquest, regia di Lucio Fulci (1983)
- Festa di laurea, regia di Pupi Avati (1985)
- Sensi, regia di Gabriele Lavia  (1986)
- Yuppies 2, regia di Enrico Oldoini (1986)
- Pathos - Segreta inquietudine, regia di Piccio Raffanini (1988)
- Sotto il vestito niente II, regia di Dario Piana (1988)
- Nel giardino delle rose, regia di Luciano Martino (1990)
- Requiem por Granada, regia di Vicente Escrivá (1990)
- Per sempre, regia di Walter Hugo Khouri (1991)
- Bugie rosse, regia di Pierfrancesco Campanella (1994)

#### Televisione
- Ferragosto OK, regia di Sergio Martino – miniserie TV (1986)
- Per sempre - Fino alla morte, regia di Lamberto Bava – film TV (1987)
- Il commissario Corso – serie TV, episodio 1x04 (1991)
- Cronaca nera, regia di Faliero Rosati – film TV (1992)

### Produttrice e sceneggiatrice
- Malefemmene, regia di Fabio Conversi (2001)